# راي نيلسون (لاعب كرة قاعدة)
راي نيلسون (بالإنجليزية: Ray Nelson)‏ هو لاعب كرة قاعدة أمريكي، ولد في 4 أغسطس 1875 في هوليوك في الولايات المتحدة، وتوفي في 8 يناير 1961 في ماونت فيرنون في الولايات المتحدة.

## وصلات خارجية
- راي نيلسون على موقعبيزبول رفرنس.كوم (الدوري الرئيسي) (الإنجليزية)
- راي نيلسون على موقعبيزبول رفرنس.كوم (الدوري الثانوي) (الإنجليزية)